# トーマス・ハックスリー記念賞
トーマス・ハックスリー記念賞（トーマス・ハックスリーきねんしょう）は、イギリスの王立人類学研究所が選ぶ賞であり、人類学の分野で顕著な功績をあげた人物に贈られる。ハックスリー記念メダル（Huxley Memorial Medal、ハックスリーきねんメダル）とも。

## 概要
生物学者であったトマス・ヘンリー・ハクスリーの業績をたたえる目的で1900年に設けられ、王立人類学研究所の理事会によって受賞者が決定される。「人類学のノーベル賞」と呼ばれ、受賞は人類学者における最高の栄誉とされる。1984年に伊谷純一郎が「霊長類の社会構造の進化」によって日本人として初めて受賞した。

## 歴代の受賞者
- 1900年: ジョン・ラボック
- 1901年: フランシス・ゴルトン
- 1902年: Daniel John Cunningham
- 1903年: カール・ピアソン
- 1904年: ジョゼフ・ドゥニケール
- 1905年: John Beddoe
- 1906年: フリンダーズ・ピートリー
- 1907年: エドワード・バーネット・タイラー
- 1908年: William Z. Ripley
- 1909年: Gustaf Retzius
- 1910年: William Boyd Dawkins
- 1911年: Felix von Luschan
- 1912年: ウィリアム・ゴーランド
- 1913年: William Johnson Sollas
- 1914年: ジェームズ・フレイザー
- 1915年: エミール・カルタイヤック
- 1916年: ジェームズ・フレイザー
- 1917年: 受賞者なし
- 1918年: 受賞者なし
- 1919年: 受賞者なし
- 1920年: Alfred Cort Haddon
- 1921年: Henry Balfour
- 1922年: マルスラン・ブール
- 1923年: Edwin Sidney Hartland
- 1924年: René Verneau
- 1925年: アーサー・エヴァンズ
- 1926年: William Ridgeway
- 1927年: アレス・ハードリチカ
- 1928年: Arthur Keith
- 1929年: Erland Nordenskiöld
- 1930年: アーチボルド・セイス
- 1931年: Georg Thilenius
- 1932年: Charles Gabriel Seligman
- 1933年: John Myres
- 1934年: オーレル・スタイン
- 1935年: Grafton Elliot Smith
- 1936年: エドワード・ウェスターマーク
- 1937年: H. J. Fleure
- 1938年: マルセル・モース
- 1939年: Robert Ranulph Marett
- 1940年: Harold Peake
- 1941年: Henri Breuil
- 1942年: レオナード・ウーリー
- 1943年: フレデリック・バートレット
- 1944年: ゴードン・チャイルド
- 1945年: アルフレッド・L・クローバー
- 1946年: Gertrude Caton Thompson
- 1947年: Wynfrid Duckworth
- 1948年: ロバート・ローウィ
- 1949年: James Hornell
- 1950年: ジュリアン・ハクスリー
- 1951年: アルフレッド・ラドクリフ＝ブラウン
- 1952年: Peter Buck、Kaj Birket-Smith
- 1953年: Morris Ginsberg
- 1954年: ラルフ・リントン、Henri Victor Vallois
- 1955年: Frederic Wood Jones、ロバート・レッドフィールド
- 1956年: J・B・S・ホールデン
- 1957年: Sigvald Linné
- 1958年: Wilfrid Le Gros Clark
- 1959年: Raymond Firth
- 1960年: Samuel Kirkland Lothrop
- 1961年: Arthur Mourant
- 1962年: ドロシー・ギャロッド
- 1963年: エドワード・エヴァン・エヴァンズ＝プリチャード
- 1964年: Gustav Heinrich Ralph von Koenigswald
- 1965年: クロード・レヴィ＝ストロース
- 1966年: ジョン・エリック・シドニー・トンプソン
- 1967年: Sherwood Washburn
- 1968年: Georges Henri Rivière
- 1969年: Isaac Schapera
- 1970年: Daryll Forde
- 1971年: ジョージ・マードック
- 1972年: ルイジ・ルーカ・カヴァッリ＝スフォルツァ
- 1973年: Klaus Wachsmann
- 1974年: J. Desmond Clark
- 1975年: Gerardo Reichel-Dolmatoff
- 1976年: M. N. Srinivas
- 1977年: Meyer Fortes
- 1978年: Joseph Weiner
- 1979年: ゴードン・ウィリー
- 1980年: エドマンド・リーチ
- 1981年: 費孝通
- 1982年: Paul T. Baker
- 1983年: クリフォード・ギアツ
- 1984年: 伊谷純一郎
- 1985年: Louis Dumont
- 1986年: Lewis Binford
- 1987年: G. Ainsworth Harrison
- 1988年: ダニエル・カールトン・ガジュセック
- 1989年: Fredrik Barth
- 1990年: ロバート・ハインド
- 1991年: コリン・レンフルー
- 1992年: メアリー・ダグラス
- 1993年: George W. Stocking Jr.
- 1994年: Sidney Mintz
- 1995年: Jack Goody
- 1996年: Phillip Tobias
- 1997年: Stanley Jeyaraja Tambiah
- 1998年: マーシャル・サーリンズ
- 1999年: Sally Falk Moore
- 2000年: ピエール・ブルデュー
- 2001年: John Francis Marchment Middleton
- 2002年: ジェーン・グドール
- 2003年: Gananath Obeyesekere
- 2004年: マリリン・ストラザーン
- 2005年: Peter Ucko
- 2006年: Leslie C. Aiello
- 2007年: Adam Kuper
- 2008年: モーリス・ゴドリエ
- 2009年: イアン・ホッダー
- 2010年: Johannes Fabian
- 2011年: Bruce Kapferer
- 2012年: アラン・マクファーレン
- 2013年: Howard Morphy
- 2014年: ティム・インゴルド
- 2015年: ロビン・ダンバー
- 2016年: Margaret Lock
- 2017年: Margaret Conkey
- 2018年: アナ・チン
- 2019年: Chris Hann
- 2020年: Stephen Levinson
- 2021年: Stephen Shennan
- 2022年: Marcia Langton
- 2023年: Chris Stringer
- 2024年: Alex de Waal
- 2025年: Didier Fassin